# نهنگ آبی (مجموعه نمایش خانگی)
نهنگ آبی یک مجموعهٔ تلویزیونی ایرانی به کارگردانی فریدون جیرانی، نویسندگی بهرام توکلی و تهیه‌کنندگی سعید ملکان محصول سال ۱۳۹۷ است. پخش این مجموعه از ۹ بهمن ۱۳۹۷ آغاز شد و در ۲ مهر ۱۳۹۸ به پایان رسید. نهنگ آبی در ۳۰ قسمت به صورت هفتگی (هر سه شنبه) پخش شد. علاوه بر سعید ملکان، شرکت‌های هنر اول و فیلیمو نیز از سرمایه گذاران این مجموعه هستند. نام این مجموعه از چالش نهنگ آبی برگرفته شده‌است. تصویربرداری سریال در ۲۲ شهریور ۱۳۹۷ آغاز شده و در ۶ تیر ماه ۱۳۹۸ به پایان رسید.

## خلاصهٔ کلی داستان
آرمین (ساعد سهیلی) جوانی ۲۵ ساله و دانشجوی تیزهوش کامپیوتر؛ توان برقراری ارتباط با آدم‌ها را ندارد و بیشتر وقت خود را با سایت کتابخوانی‌اش که خودش ساخته می‌گذراند. پدرش (مجید مظفری) مبتلا به بیماری ام اس شده و از مادرش (پریوش نظریه) جدا شده‌است. او در وبگاه کتابخوانی با ژاله (ماهور الوند) دختری که فهرست کتاب‌های مورد علاقه‌اش بسیار شبیه به آرمین است، آشنا و علاقه‌مند می‌شود. ژاله او را که مشکل مالی دارد، برای کار به شرکتی که خودش در آن‌جا به عنوان گرافیست کار می‌کند، معرفی می‌کند. آرمین در شرکت با بهمن (حسین یاری) رئیس شعبه، آناهیتا (لیلا حاتمی) نامزد بهمن، هاله (آزاده صمدی) منشی شرکت، نادر (حمیدرضا آذرنگ) از اعضای هیئت مدیرهٔ شرکت مادر، و مروارید (ویشکا آسایش) همسر نادر و یکی از اعضای هیئت مدیره شرکت مادر آشنا می‌شود. آرمین در این شرکت به عنوان مسئول امنیت شبکه استخدام می‌شود و این شروع ماجراهای زندگی تازه او است.

## بازیگران

| بازیگر         | شخصیت                 |
| -------------- | --------------------- |
| ساعد سهیلی     | آرمین مشرقی           |
| لیلا حاتمی     | آناهیتا کاشف          |
| مصطفی زمانی    | جهان (جهانگیر)        |
| حسین یاری      | بهمن آژند             |
| ویشکا آسایش    | مروارید پارسا         |
| ماهور الوند    | ژاله ادیب             |
| حمیدرضا آذرنگ  | نادر سراج (حمیدیان)   |
| آزاده صمدی     | هاله                  |
| ستاره پسیانی   | غزل                   |
| دیبا زاهدی     | پگاه خالقی            |
| مجید مظفری     | احسان مشرقی           |
| پریوش نظریه    | هما زادمهر            |
| فرهاد آئیش     | علیرضا خالقی          |
| الهام کردا     | سارا آژند             |
| علیرضا ثانی‌فر  | دکتر زمانی            |
| محمدرضا مالکی  | پرویز (اسماعیل شفیعی) |
| مینا جعفرزاده  | مادر بهمن             |
| اردشیر کاظمی   | پدر مروارید           |
| ابراهیم برزیده | بابک فرزان            |
| مجید پتکی      | الماسی                |
| سینا شفیعی     | خلیلی                 |
| محمد برسوزیان  | -                     |
| احسان محمدی    | صدری                  |
| دلسا کریم‌زاده  | -                     |
| حامد محمودی    | امیر                  |
| تینو صالحی     | -                     |
| پردیس منوچهری  | -                     |
| قباد شاپوری    | مهرداد                |
| مهتاب جامی     | -                     |

## پیش تولید و تولید
تصویربرداری سریال «نهنگ آبی» که تولید شبکه نمایش خانگی به کارگردانی فریدون جیرانی و تهیه‌کنندگی سعید ملکان است، از شهریور نود و هفت آغاز و در روز شش تیر ماه نود و هشت به پایان رسید. ساعد سهیلی نیز بازیگر نقش اول آن است. این نخستین همکاری ساعد سهیلی و لیلا حاتمی در شبکه نمایش خانگی و نیز نخستین بار است که در کنار لیلا حاتمی به ایفای نقش می‌پردازد.
بازیگرانی چون ساعد سهیلی، لیلا حاتمی، مصطفی زمانی، حسین یاری، ویشکا آسایش، حمیدرضا آذرنگ، ماهور الوند، آزاده صمدی، مجید مظفری، پریوش نظریه، ستاره پسیانی، دیبا زاهدی، فرهاد آئیش، الهام کردا در آن به ایفای نقش می‌پردازند؛ و همچنین تصویربرداری سریال نهنگ آبی به کارگردانی فریدون جیرانی و تهیه‌کنندگی سعید ملکان در تهران به پایان رسیده‌است و همزمان با تصویربرداری از لوگوی این سریال رونمایی شد.
موسیقی متن و تیتراژ ابتدایی سریال نهنگ آبی را امید رئیس دانا تولید کرده‌است و تیتراژ پایانی سریال با صدای کاوه یغمایی و سیروان خسروی تهیه شده‌است.

## جوایز و نامزدها
| ۱۳۹۹ | بیستمین دوره جشن حافظ |                                  |                            |          |
| ۱۳۹۹ | بیستمین دوره جشن حافظ | بهترین مجموعه تلویزیونی          | سعید ملکان                 | نامزدشده |
| ۱۳۹۹ | بیستمین دوره جشن حافظ | بهترین کارگردانی تلویزیونی       | فریدون جیرانی              | نامزدشده |
| ۱۳۹۹ | بیستمین دوره جشن حافظ | بهترین فیلمنامه تلویزیونی        | بهرام توکلی                | نامزدشده |
| ۱۳۹۹ | بیستمین دوره جشن حافظ | بهترین بازیگر مرد درام تلویزیونی | ساعد سهیلی                 | نامزدشده |
| ۱۳۹۹ | بیستمین دوره جشن حافظ | بهترین بازیگر مرد درام تلویزیونی | مصطفی زمانی                | برنده    |
| ۱۳۹۹ | بیستمین دوره جشن حافظ | بهترین بازیگر زن درام تلویزیونی  | لیلا حاتمی                 | نامزدشده |
| ۱۳۹۹ | بیستمین دوره جشن حافظ | بهترین خواننده ترانه تیتراژ      | سیروان خسروی و کاوه یغمایی | نامزدشده |

## جزئیات قسمت‌ها[۸]
| شماره قسمت                  | عنوان قسمت                   | مدت زمان | جمله معروف قسمت                                                          | خلاصه قسمت |
| --------------------------- | ---------------------------- | -------- | ------------------------------------------------------------------------ | --- |
| قسمت اول                    | اعتراف                       | ۵۸ دقیقه | تا وقتی حرف بزنی زنده می مونی!                                           | آرمین، دانشجوی تیزهوش کامپیوتر، توان برقراری ارتباط با آدمها را ندارد و بیشتر وقت خود را با سایت کتابخوانی ای که خودش ساخته می‌گذراند، پدرش مبتلا به ام اس شده و در آستانه جدایی از مادرش است، او در سایت کتابخوانی با ژاله، دختری که فهرست کتاب‌های مورد علاقه اش بسیار شبیه به آرمین است آشنا می‌شود، ژاله او را که مشکل مالی دارد برای کار به شرکت ساختمانی ای معرفی می‌کند که خودش در آنجا به عنوان گرافیست کار می‌کند، آرمین در شرکت با بهمن (رئیس شعبه)، آناهیتا (نامزد بهمن)، هاله (منشی شرکت)، نادر (رئیس هیئت مدیره شرکتِ مادر) و مروارید (همسر نادر و یکی از اعضای هیئت مدیره شرکتِ مادر) آشنا می‌شود، آرمین در این شرکت به عنوان مسئول امنیت شبکه استخدام می‌شود و این شروع ماجراهای زندگی تازه اوست… |
| قسمت دوم                    | شریک جرم                     | ۴۲ دقیقه | از زیبایی بیش از حد بترس!                                                | آرمین در حالی که هنوز با بحران خودخواسته آناهیتا درگیر است تلاش می‌کند پی‌ببرد در دام چه توطئه‌ای افتاده، بهمن سعی می‌کند راز آناهیتا را کشف کند، نادر می‌خواهد بر اوضاع مسلط شود، اما این مروارید است که پیشنهاد تازه‌ای برای آرمین دارد تا زمانی که حادثه‌ای زندگی آرمین را زیر و رو می‌کند…. |
| قسمت سوم                    | فرار                         | ۵۴ دقیقه | پشت سرت را نگاه نکن، فرار کن، با آخرین نفس‌هایت!                          | آرمین با مرد موتوری ای که برای آسیب زدن به آناهیتا فرستاده شده درگیر می‌شود و پس از حادثه ای که در پی این درگیری رخ می‌دهد وارد هزارتویی می‌شود که با پیشنهادهای مروارید، مزاحمت‌های نادر و حمایت‌های آناهیتا مدام پیچیده‌تر و فریبنده‌تر می‌شود…. |
| قسمت چهارم                  | بی خوابی                     | ۶۰ دقیقه | همین الان بیدار شو و گرنه تا ابد در کابوس باقی می‌مانی!                   | آرمین آرامش و زندگی عادی‌اش را بعد از قتل جوان موتوری (مهرداد) از دست داده، در همین حال مروارید با تهدید از او می‌خواهد سیستم علیرضا خالقی، یکی از اعضای هیئت مدیره شرکت مادر را هک کند. خالقی استاد دانشگاهی است که زندگی خانوادگی سالمی دارد. با قبول کردن پیشنهاد مروارید، آرمین برای بیرون آمدن از منجلاب قتل مهرداد، وارد مردابی بزرگ‌تر می‌شود… |
| قسمت پنجم                   | مهرهٔ پیاده                   | ۵۳ دقیقه | رازهای زندگی دوگانه ات را بسوزان!                                        | آرمین به خواسته مروارید سیستم علیرضا خالقی را هک می‌کند، نادر که مشکلاتش با مروارید بیشتر از قبل شده سعی می‌کند با استفاده از غزل (خواهر مهرداد) مروارید را تهدید کند، بهمن در اثر گفته هاله به رابطه بین آرمین با آناهیتا شک کرده، آناهیتا سعی می‌کند جهان را وارد شرکت کند و در این میانه آرمین کاری می‌کند که هک کردن سیستم خالقی باز چند جهت به نفعش تمام شود…. |
| قسمت ششم                    | فروپاشی                      | ۵۷ دقیقه | منتظر عمیق‌ترین زخم‌ها از نزدیک‌ترین کسانت باش!                             | دکتر خالقی در اثر افشای اطلاعاتی دربارهٔ زندگی خصوصی اش همه چیزش را از دست می‌دهد، اختلافات نادر و مروارید به حدی عمیق می‌شود که نادر برای آرام شدن به غزل پناه می‌برد، بهمن در دام سوء تفاهم رابطه با ژاله می‌افتد و سارا در فروپاشی روحی غرق می‌شود…. |
| قسمت هفتم                   | اثرات جانبی                  | ۵۱ دقیقه | دشمنت را زخمی رها نکن!                                                   | بعد از خودکشی سارا (همسر خالقی)، مروارید سعی می‌کند اوضاع را کنترل کند درحالی‌که در زندگی خصوصی اش با نادر بیشتر از قبل به مشکل برخورده، آناهیتا به خاطر مشکلی که برای بهمن پیش آمده به او نزدیک تر از قبل می‌شود اما همه چیز بیشتر از قبل به هم می‌ریزد، بهمن زخم خورده‌است و حالا آماده رو در رویی با کسانی است که این اتفاق‌ها را رقم زده‌اند…. |
| قسمت هشتم                   | اختلال                       | ۴۸ دقیقه | نظم ذهنی دشمنت را به هم بریز!                                            | فوت سارا، خواهر بهمن در مسیر اجرای نقشه‌های آرمین و مروارید اختلالی ناخواسته ایجاد می‌کند، بهمن با اراده‌ای قوی‌تر از قبل قصد دارد پی به رازهای هیئت مدیره ببرد. آرمین برای اینکه دستش در دزدی پرونده‌های شرکت برای بهمن رو نشود ناچار است نظم ذهنی افراد اطرافش را به هم بریزد و این اختلالی بزرگ‌تر را ایجاد می‌کند و در این مسیر آناهیتا، نادر، غزل و دیگران هم ناخواسته وارد این بازی می‌شوند. |
| قسمت نهم                    | انعکاس                       | ۵۱ دقیقه | تصویر خودت را در آیینه دشمنانت ببین!                                     | نقشهٔ آرمین برای پاک کردن فیلم دوربین‌های امنیتی شرکت در لحظات آخر توسط جهان از هم می‌پاشد، آرمین حالا مجبور است برای جبران این به‌هم ریختگی مسیری غیر مستقیم را طی کند، مسیری که پدرش، ژاله و بهمن را درگیر می‌کند. |
| قسمت دهم                    | ناشناس                       | ۵۰ دقیقه | به پیام‌های افراد ناشناس پاسخ نده!                                        | آناهیتا بعد از افشاگری‌ای که در مهمانی خصوصی هیئت مدیرهٔ شرکت به راه می‌اندازد تصمیمش برای برخوردی جدی‌تر با مروارید و پرویز قطعی شده، آرمین از تصمیم ازدواجش با ژاله برای مروارید می‌گوید و در همین حال سعی می‌کند آناهیتا را مدیریت کند بی‌خبر از این که حادثه‌ای به زودی تمام محاسباتش را به هم خواهد ریخت… |
| قسمت یازدهم                 | گم شده                       | ۴۷ دقیقه | معماهای پیچیده را در قلب ساده‌ترین بازی‌ها مخفی کن!                        | آرمین به دنبال کسانی می‌گردد که سیستمش را از کار انداخته‌اند. جهان برای پیدا کردن آناهیتا به سراغ آرمین می‌آید، آرمین او را به مسیری پر پیچ و خم هدایت می‌کند. هاله حلقهٔ ربط ماجرای زدن بهمن به افراد ناشناسی است که برملا شدن هویت‌شان کم‌کم مسیر بازی را تغییر خواهد داد… |
| قسمت دوازدهم                | سرگیجه                       | ۴۸ دقیقه | با خطوطی از خون، مهره‌های معما را به هم وصل کن!                           | آرمین حس می‌کند بعد از زدن بهمن و گم شدن آناهیتا، در معرض خطر جدی است برای همین تمام قدرت ذهنی‌اش را صرف رسیدن به پاسخ این سؤال می‌کند که بهمن را چه کسی زده. در این مسیر آدم‌های اطرافش را مثل مهره‌های این معما کنار هم می‌چیند و به طرحی می‌رسد که در نگاه اول سرگیجه‌اش را تشدید می‌کند اما بعد او را به سمت معمایی بزرگ‌تر راهنمایی می‌کند. |
| قسمت سیزدهم                 | مسیرهای فرعی                 | ۴۸ دقیقه | بارها از مسیرهای اشتباهی برو تا به مسیر درست در قلب هزارتو دست پیدا کنی! | نادر به هدف حذف کردن پرویز، جهان را به پرویز معرفی می‌کند و قرار ملاقاتی با او می‌گذارد. غزل به دنبال فهمیدن راز زندگی گذشتهٔ نادر است، هاله با سایت نهنگ آبی درگیر است و مروارید و آرمین قطعات دومینو را طوری می‌چینند که به قرار با پرویز نزدیک‌تر شوند… |
| قسمت چهاردهم                | پیش از ملاقات                | ۴۸ دقیقه | قبل از حرکت، مسیر بازی مهره‌هایت را مرور کن!                              | آرمین، مروارید و جهان برای از بین بردن پرویز برنامه‌ریزی می‌کنند. هرکدام روشی دارند ولی هدفشان ظاهراً یکی است، هاله سعی می‌کند به کمک دکتر زمانی از اسرار سایت نهنگ آبی که آزارش می‌دهد سر در بیاورد، غزل به دنبال فهمیدن رابطه بین نادر و گم شدن برادرش مهرداد است و جهان هر کاری می‌کند تا به پیدا کردن آناهیتا نزدیک‌تر شود… |
| قسمت پانزدهم                | ملاقات                       | ۵۰ دقیقه | قوانین را ترسیم کن اما خودت آنها را رعایت نکن!                           | ملاقات بین پرویز، جهان، نادر و مروارید در خرابه‌ای دور از شهر شکل می‌گیرد. هر کسی در پس ذهنش نقشه‌ای دارد، هر کسی برای شلیک کردن انگیزه‌ای دارد… |
| خلاصه نیمهٔ اول (تا قسمت ۱۴) | خلاصه قسمت‌های اول تا چهاردهم | ۶۷ دقیقه | جمله خاصی برای این قسمت صرف نشده‌است.                                     | آرمین، دانشجوی کامپیوتر بعد از اینکه کامپیوتر نادر را هک کرد، پیش همسرش مروارید کار کرد و این هک باعث قتل مهرداد شد و به عنوان نقطه ضعف مروارید او را مجبور کرد که خالقی که یکی از اعضای هیئت مدیره که مخالف آن بود را هک کند و بعد از آن همسر خالقی (سارا) خودکشی کرد و از دنیا رفت که باعث عصبانیت آناهیتا شد و او در مورد این موارد در مهمانی خصوصی پرویز، رئیس شرکت افشاگری کرد که بعد از آن تلاش کرد تمامی دشمنانش را از بین ببرد و در این میان گم می‌شود و همه به دنبال او هستند که قراری ملاقات می‌گذارند و نقشه‌های خود را می‌کشند تا اینکه… |
| قسمت شانزدهم                | زندانی                       | ۵۰ دقیقه | بازی‌های جدید را با قواعد قدیمی شروع کن!                                  | بعد از حذف پرویز، آرمین، مروارید و نادر در شرایط جدیدی قرار می‌گیرند، شرایطی که آنها را درگیر بازی‌های تازه‌ای می‌کند در حالی که جهان در سمت دیگر بازی است… |
| قسمت هفدهم                  | مگنولیا                      | ۴۸ دقیقه | خلاف جهت عقربه‌های ساعت حرکت کن!                                          | آرمین و مروارید که زندانی جهان هستند در دام بازی‌ای افتاده‌اند که برنده آن زنده می‌ماند و بازنده حذف خواهد شد. آرمین بر اساس طراحی مروارید و ایده‌ای که برای حل این طراحی در ذهن دارد مهره‌های بازی را می‌چیند، زمانی و هاله مهره‌های آرمین هستند که ناخواسته وارد این بازی می‌شوند اما هیچ چیز در بازی طبق نقشه پیش نمی‌رود… |
| قسمت هجدهم                  | کلید                         | ۵۵ دقیقه | همیشه در زمان پیروزی، وانمود کن شکست خورده‌ای!                            | آرمین بازی را به شیوهٔ خودش پیش می‌برد و کاری می‌کند تا بتواند ابتکار عمل را از دست جهان دربیاورد. بهمن به کمک دوستان ناشناسش در حال بازیابی حافظه‌اش است و نادر از ترس آدم‌های پرویز در خانهٔ دوست مهرداد مخفی شده، همه افراد درگیر ماجرا سعی می‌کنند دیده نشوند اما طولی نمی‌کشد که بازی به شکل دیگری شروع می‌شود… |
| قسمت نوزدهم                 | اصلاح شده                    | ۵۸ دقیقه | برای زنده ماندن خودت را بیدار نگه دار!                                   | آرمین از ژاله می‌خواهد او را ببخشد و به او این فرصت را بدهد تا با جبران خطاهای گذشته‌اش به زندگی عادی برگردد. در حالی که جهان به شکنجهٔ مروارید ادامه می‌دهد، دوستانِ مهرداد از نادر، مشخصات کسی که مهرداد را زده می‌خواهند. نادر با دخالت دادنِ جهان در قضیهٔ زدن مهرداد بازی تازه‌ای را شروع می‌کند… |
| قسمت بیستم                  | هیئت مدیره                   | ۵۱ دقیقه | هیچ سرنخ واقعی نیست، هیچ‌کدام را دنبال نکن!                               | جهان از پرویز می‌خواهد به قولش عمل کند و در مقابل بازی ای که او آرمین و مروارید کرده آناهیتا را به او برگرداند اما پرویز ایده دیگر ای در سر دارد. به بهانه نوع برد و باختی که آرمین در بازی به نتیجه رسانده بود، طبق منطق قرار قبلی، حالا جهان باید برای رسیدن به آناهیتا مسیر دیگری را طی کند، مسیری که جهان را به سمتی جدید می‌کشاند… |
| قسمت بیست و یکم             | بی‌بازگشت                     | ۵۶ دقیقه | در انتهای هر هزارتویی تنها منتظر مرگ باش!                                | جهان در ادامهٔ درافتادن با اعضای هیئت مدیره، مشکلات جدیدی پیدا می‌کند. هاله سعی می‌کند پگاه را راضی کند که به خواسته‌های سایت نهنگ آبی تن بدهد و انتقام مادرش را بگیرد. دوستانِ مهرداد برای جهان مشکلاتی ایجاد می‌کنند که او را در مسیری بی‌بازگشت قرار می‌دهد… |
| قسمت بیست و دوم             | کابوس                        | ۶۴ دقیقه | اشک‌های مصیبت دیده‌ها را باور نکن!                                         | بهمن سعی می‌کند معمای قتلی که رخ داده را حل کند. آرمین هر راهی را می‌رود تا گذشته آلوده اش را پاک کند و ژاله کم‌کم در این مسیر به او اعتماد می‌کند. پدر که متوجه بخشی از کارهای آرمین در این مدت شده، تردید دارد آرمین را به عنوان خلافکار معرفی کند یا نه. جهان به بهمن برای پیدا کردن جواب معما کمک می‌کند اما خودش در کابوسی بی‌انتها گیر کرده… |
| قسمت بیست و سوم             | تاریخ تولد                   | ۵۵ دقیقه | عددها را معنی کن، حرف‌ها را بشمار، رمزها را کشف کن!                       | هاله با راهنمایی زمانی وارد مسیر انجام خواسته‌های سایت می‌شود. مادر آرمین می‌خواهد از کشور خارج شود اما پدر آرمین مخالف این فرار است. آرمین از مادر می‌خواهد بماند و جبران کند. او نمی‌داند مادرش دقیقاً درگیر چه حجمی از مشکلات شده. وکیل مروارید از ترسش وکالت او را قبول نمی‌کند و وکیل جدیدی به مروارید معرفی می‌شود. یکی از آدم‌های سایت… |
| قسمت بیست و چهارم           | کلیدهای خونین                | ۵۹ دقیقه | به جایی که گلوله‌ها شلیک شدند برگرد!                                      | آرمین در تلاش است با زدنِ رد سایت نهنگ آبی گره‌های ذهنی بهمن را باز کند. جهان و نادر در پی حل معمایی که سایت برایشان طراحی کرده، مسیرهایی به هم پیچیده‌ای را امتحان می‌کنند. هر کدام برای بازکردن درهای بسته کلیدهایی دارند… کلیدهایی خونین! |
| قسمت بیست و پنجم            | تحقیر                        | ۵۱ دقیقه | از مسخره شدن نترس، همهٔ ما دلقکیم!                                        | مروارید طبق خواسته سایت با ژاله صحبت می‌کند. ژاله ناراحتی اش را از مروارید ابراز می‌کند اما مروارید می‌خواهد به ژاله ثابت کند که دیگر آن مروارید سابق نیست. جهان به دنبال نشانه بعدی است در حالی که زخمی است و در ادامه مسیرش با سوالهای تازه ای روبرو می‌شود |
| قسمت بیست و ششم             | تسویه حساب                   | ۴۸ دقیقه | همهٔ خاطرات خوب را از ذهنت پاک کن!                                        | مادر آرمین تلاش می‌کند تا از موقعیتی که برایش پیش آمده بیرون بیاید. بهمن به دکتر زمانی نزدیک می‌شود تا رازهایش را بهتر درک کند. فرزان با جهان و مادر آرمین برخورد می‌کند. بهمن با سؤال کردن از زمانی، به ماجرای هاله نزدیک‌تر می‌شود و نادر در مسیری که برایش طراحی شده اعتماد به نفس و تسلطش را از دست می‌دهد و این برایش آغاز یک فروپاشی است… |
| قسمت بیست و هفتم            | پدر                          | ۵۸ دقیقه | گذشته ات را باور نکن!                                                    | پدر آرمین در اثر اتفاقاتی که رخ داده بهم ریخته‌است و مستاصل است. پدر نسبت به آرمین بی‌اعتماد شده و آرمین حس می‌کند به دست آوردن اعتماد دیگران برایش سخت‌ترین کار است. بهمن سعی می‌کند با کمک گرفتن از مروارید به پرویز نزدیک شود… |
| قسمت بیست و هشتم            | شبکه                         | ۴۹ دقیقه | ترس‌هایت را به اشتراک بگذار!                                              | آرمین به ژاله می‌گوید تا به حال چه می‌کرده‌است. سایت نهنگ آبی با بهمن و مروارید رابطه برقرار می‌کند و بهمن حدس می‌زند سایت از جای پرویز خبر دارد. بهمن حالا بیشتر از هر وقتی به پرویز نزدیک شده… |
| قسمت بیست و نهم             | قایق نجات                    | ۵۳ دقیقه | ماسک‌ها را کنار بزن!                                                      | بهمن کار پاک‌سازی را شروع می‌کند. مروارید بیشتر از قبل به بهمن اعتماد دارد و سعی دارد از خطراتی که تهدیدش می‌کند به بهمن پناه ببرد. مروارید به کمک بهمن چیزهای بیشتری از فرد اصلی شرکت می‌فهمد. بهمن برای پاک‌سازی‌اش طرحی دارد که قدم به قدم آن را اجرا می‌کند… |
| قسمت سی‌ام                   | پایان                        | ۴۹ دقیقه | همیشه از ابتدا شروع کن!                                                  | آرمین و ژاله به دور از همه تنش‌ها با هم قراری عاشقانه دارند… |

## حواشی تولید و پخش

### انتقاد به گریم لیلا حاتمی
علی احمدزاده کارگردان فیلم مادر قلب‌اتمی، پس از یک سال بعد از اکران آن، نسبت به کپی‌کردن گریم یکی از شخصیت‌های این سریال از شخصیت اصلی فیلمش به سازندگان سریال پخش خانگی «نهنگ آبی» واکنش نشان داده و تصویر منتشر شده از گریم لیلا حاتمی در این سریال را به چالش کشیده‌است. او در مطلبی با کنار یکدیگر قرار دادن تصویر حاتمی در این سریال با چهرهٔ ترانه علیدوستی در فیلم خودش، طراح گریم «نهنگ آبی» را متهم به دزدی شخصیت کرده‌است. سعید ملکان که در فیلم مادر قلب اتمی، احمدزاده طراح گریم بوده، گویا از کلاه گیس و گریم مشابهی برای لیلا حاتمی در این سریال هم استفاده کرده‌است.

### دریافت نکردن مجوز پخش
پخش این سریال در ابتدا قرار بود ۲۵ دی‌ماه ۱۳۹۷ باشد که به علت بعضی مشکلات گرفتن مجوز و ممیزی‌ها از سوی وزارت ارشاد چند هفته به تعویق افتاد و در نهایت قسمت اول این سریال در تاریخ ۹ بهمن ۱۳۹۷ عرضه شد.

### انتقاد ساعد سهیلی از سانسور شدید مجموعه
پس از انتشار قسمت سوم این سریال، ساعد سهیلی بازیگر اصلی «نهنگ آبی» با فرستادن یک پست در صفحهٔ شخصی‌اش در اینستاگرام به سانسور این سریال واکنش نشان داد:
همکارانم در سریالِ «نهنگ آبی» هر هفته با عشق و تلاش سعی می‌کنند ۶۰ دقیقه فیلمِ با کیفیت را تحویل شما عزیزان بدهند، اما با تأسف شاهدیم که گاهی ۳۶، ۳۷، یا ۳۸ دقیقه به دست شما می‌رسد!!!
از فاصلهٔ تدوین تا منزلِ شما چه کسی ۲۲ دقیقه فیلم را با سلیقهٔ خود تدوینِ دوباره و سانسور می‌کند؟! من نمی‌دانم … نمی‌دانم و سخت ناراحتم، هم ناراحتم هم گله دارم. من به جای او (که نمی‌شناسم) از شما پوزش می‌طلبم.

خواهشاً هرکی هست خودش رو معرفی کند و از این کارش دفاع کند! حداقلش اینه که با اسمتون آشنا می‌شویم و اسمتون رو بجای میثم مولایی (تدوینگر) می‌زنیم. بَده؟ 

### جداشدن لیلا حاتمی از مجموعه
لیلا حاتمی در روز ۵ خردادماه ۱۳۹۸ به دلیل سطحی بودن شخصیت آناهیتا، طی توافق با نویسنده و تهیه‌کننده از سریال خارج شد.